# Suita

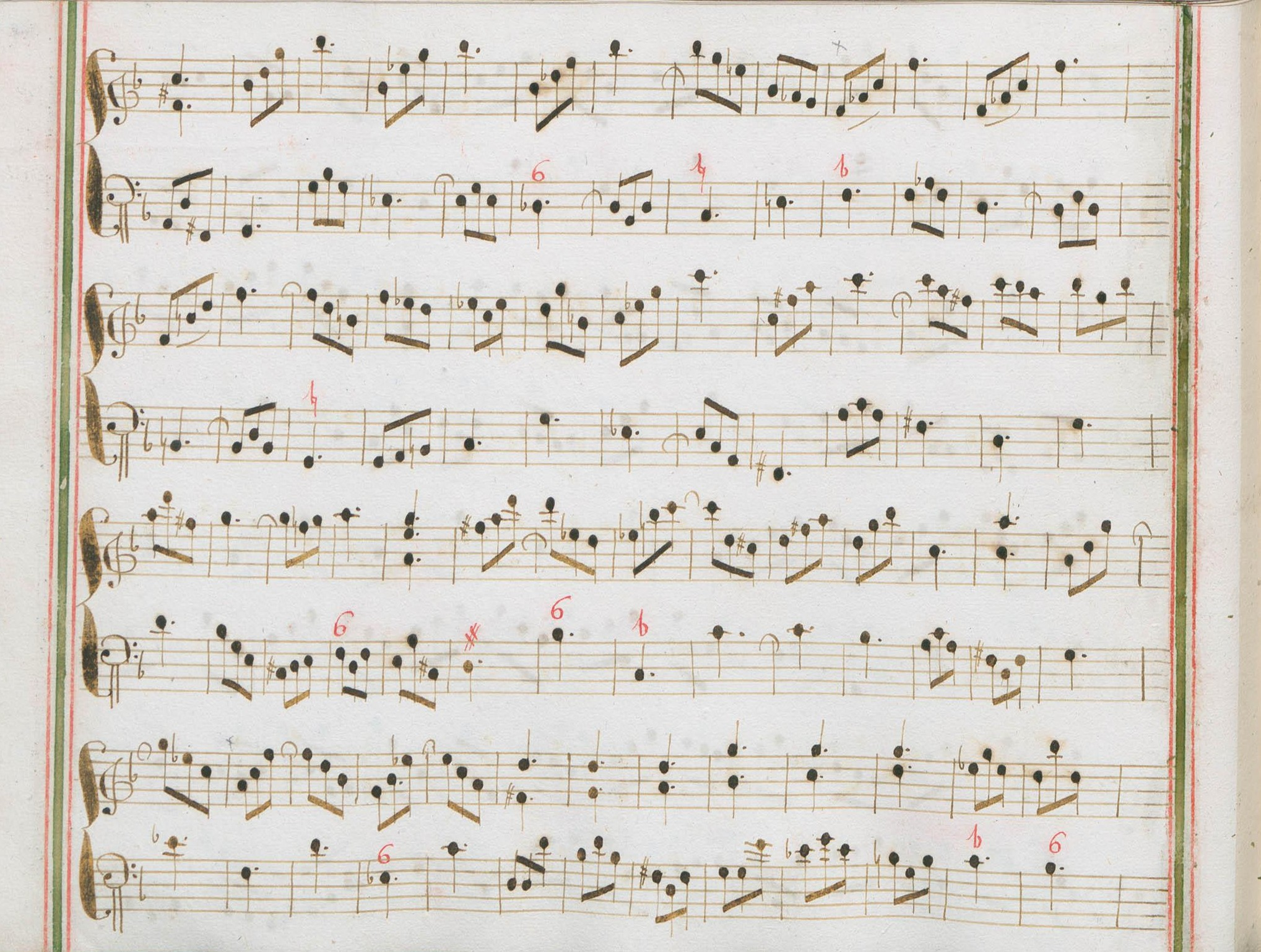
Suita - 1742

Suita (francouzsky suite „sekvence“) je v hudbě daný sled instrumentálních nebo orchestrálních skladeb, které se hrají jedna po druhé bez dlouhých přestávek. Ve druhé polovině 17. století se také ustálil název partita (francouzsky Partie). V 18. století byly suity často uváděny předehrami.

## Historie
Nejstarší instrumentální skladba se sledem několika tanečních skladeb, zpravidla ve stejné tónině, navzájem charakterově i pohybově kontrastních, proto i taneční suita, se vyvinula z pomalého a rychlého tance (Urpaar) přidáváním dalších tanců.
V Itálii v první polovině 16. století k tanečním částem přibývají i části netaneční (např. toccata). Vývoj taneční suity probíhá v 17. a 18. století v Anglii, Francii a Německu s různými specifickými odchylkami. Ve vrcholném baroku, hlavně v díle J. S. Bacha se stabilizovala schémata taneční suity: allemanda - courante - sarabanda - intermezzo - gigue, přičemž intermezza ve stejnojmenné nebo paralelní tónině byly aria, rondeau, menuet, gavota, polonéza, anglaise a j. Po roce 1750 taneční suita postupně zaniká. Zanechává stopy v nových druzích komorní a orchestrální hudby, v divertimentě, kasaci, sonátě a symfonii;
V romantismu je suita cyklická skladba se 4–10 i více částmi, které jsou kontrastní a mohou mít udaný program (nadpis). Často se využívaly různé národní tance, lyrické instrumentální skladby s idylickým, pastorálním námětem, různé charakteristické skladby apod., i výňatky z větších hudebně-scénických děl, upravené pro koncert (od Georgese Bizeta Arlézanka), suita Peer Gynt od Edvarda H. Griega aj.), z oper, baletů, scénické i filmové hudby.
V současnosti se suita uplatňuje ve všech uměleckých žánrech hudby a mívá celkem závažný obsah někdy i bez programového zaměření jako cyklus s proměnlivým počtem částí.

## Větná forma suity
Modelovou formou jednotlivé věty barokní suity je její pohybová forma. Její typické rysy ukazují například francouzské a anglické suity od Bacha. Taneční věty po případném preludiu jsou dvoudílné; obě části končí repeticemi. Pro formu je zásadní harmonický postup: první část věty obvykle vede k dominantě, druhá část od dominanty zpět k tónice. Cesta zpět se obvykle prodlužuje o kadenci do sousední tóniny - např. do paralely toniky (Tonikaparallele).
Některé tance se objevují v zastřešující symetricky trojdílné struktuře. Střední část je často v pararelní tónině nebo obsahuje variaci nebo charakteristickou redukovanou instrumentaci. Označení vět jsou například:
- Bourrée I – Bourrée II – Bourrée I
- Menuet – Trio – Menuet

## Renesance a rané baroko
Raná kombinace, podobná suitě je sekvence tanců „Pavana – Saltarello – Piva“ ve čtvrté knize Joana Ambrosia Dalzy Intabolatura de Lauto  (vytiskl Petrucci v roce 1508). Etienne du Tertre výraz „suite“ poprvé použil v roce 1557 pro své suyttes de bransles (Branle je starý francouzský skupinový tanec), které, jak bylo v té době obvyklé, sestávaly z párů tanců.
Další prvotní formy  Suity:
- Dantz – Proporz (Hupfauf)
- Basse danse – Recoupe – Tourdion
- Pavana – Galliarda
- Passamezzo – Padoana – Saltarello

Původní podobu předtančení a post-tančení (Pavana, a následující Galliarda) vyvinuli do podoby suity především loutnisté. Taneční kusy psané anonymně (v tabulatuře) byly často uspořádány podle toniny do partií nebo suit. Basse danse „La brosse“ vydané Pierrem Attaignantem (Paříž 1529 a 1530) je pravděpodobně nejstarší vícehlasou suitou nebo orchestrální suitou.

## Baroko
V barokní hudbě jsou jednotlivé části suity obvykle skutečnými nebo stylizovanými tanci a jsou většinou ve stejné tónině. Spojitost je vytvořena kromě společné tóniny také prostřednictvím společné podstaty (Substanzgemeinschaft) mezi jednotlivými větami.
První rozpoznatelná forma suity je od Paula Peuerla z roku 1610  (Newe Padouan, Intrada, Dantz, a Galliarda), ve které se čtyři zmíněné tance objevují v deseti suitách. Banchetto musicale od Johanna Hermanna Scheina (1617) obsahuje dvacet sekvencí ve čtyřech různých hudebních dílech. Na počátku 17. století byla nalezena „německá suita variací“ (u P. Peuerla, M. Praetoriuse, M. Franka, H. Scheina, S. Scheidta a J. Stadena) s následujícími větami:
- Paduana – Intrada – Dantz – Galliarda

- Pavana – Galliarda – Allemanda – Courante[2]

„Klasický“ soubor suit vytvořili v letech cca 1640 až 1670 Chambonnières, Froberger a Louis Couperin pod vlivem francouzských loutnistů, včetně Denise Gaultiera. Ve své čisté formě byl používán především v německé cembalové a loutnové hudbě a měl pořadí:
Allemanda – Courante – Sarabanda – Gigue,
přičemž gigue se objevuje později než ostatní. Suitě často předchází preludium – jako ve suitách pro barokní kytaru Francesca Corbetty, Roberta de Visée, Françoise Campiona, Ludovica Roncalliho a Santiaga de Murcia 
Francouzští cembalisté 17. a počátku 18. století (jako Chambonnières, d'Anglebert a další) typicky používali tři nebo dva couranty a, ovlivněni balety a divertissementy Jeana-Baptista Lullyho, oživili suitu dalšími tanci. Tak se stalo zvykem vkládat tance jako menuet, gavota, chaconne, passacaille, canarie, bourrée, passepied, rondeau atd. (také známé jako „galanteries“). Ve Francii suita často končila gavotou a/nebo menuetem. V německých sólových suitách a zvláště v Bachovi a Händelovi je  poslední větou obvykle gigue.
François Couperin nazval své cembalové suity „Ordre“ a od roku 1710 je ve Francii uvedl do módy jako krátké charakteristické skladby.
Již na konci 17. století bylo na dvoře Ludvíka XIV. v módě sestavovat suity orchestrálních skladeb z oper Lullyho a dalších francouzských skladatelů jako André Campra nebo André Cardinal Destouches, přičemž celá suita byla často používána jako předehra (také původně z oper), tedy jako zahajovací věta díla. V tomto případě byl výběr a pořadí tanců či charakteristických částí víceméně libovolný, pestrý a ponechán na fantazii autora.
V této podobě se „Overture–Suite“ nebo jen předehra stala obzvláště oblíbenou u německých skladatelů. Začali již taková díla (jako ve Francii) vytvářet nejen z oper, ale komponovali je jako samostatná instrumentální díla (např. tzv. „Lullisté“ Kusser, Georg Muffat, Johann Caspar Ferdinand Fischer, Johann Joseph Fux a další).
Georg Philipp Telemann údajně napsal kolem 1000 orchestrálních suit, z nichž 200 se dochovalo. Od Johanna Sebastiana Bacha jsou to čtyři orchestrální suity, kromě toho francouzské suity (bez předeher), anglické suity a partity pro cembalo a několik suit pro violoncello, housle, loutnu a flétnu. Georg Friedrich Händel použil tuto formu pro svou Vodní hudbu („Water Music") a Hudbu ke královskému ohňostroji („Music for the Royal Fireworks") a napsal také četné suity pro cembalo, z nichž 22 se dochovalo. Významné a četné předeherní suity napsali také Johann Friedrich Fasch a Christoph Graupner.

## Klasicismus
Na konci baroka kolem roku 1750 vyšla suita z módy a nahradila ji instrumentální hudba zábavného, veselého až tanečního charakteru, jako divertimento, serenáda, nokturno a kasace.

## Romantismus
V 19. století se termín suita používal pro oddělení od instrumentálních vět opery (suita Carmen), od scénické hudby (suita Peer Gynt, L'Arlésienne) nebo od baletu (suita Louskáček), které ve více či méně pestrém sledu vytvořil buď sám skladatel, nebo aranžér.
Tento termín používali skladatelé jako Camille Saint-Saëns (Karneval zvířat), Jean Sibelius (Karelia) nebo Petr Iljič Čajkovskij pro sled menších skladeb, které spojovalo společné programové téma.
Orchestrální suity jako v baroku, např. historizující suita Holberg nebo sedm suit od Franze Lachnera, se objevují spíše jako výjimky.

## 20. a 21. století
Ve 20. století se termín suita používal v různých hudebních stylech. Například Federico Moreno Torroba složil Suite castellana pro kytaru s částmi Fandanguillo, Arada a Danza.
V době operety byly jednotlivé části přebírány a spojovány stále vzácněji, takže vzniklo potpourri - forma, která je stále živá v dnešním medley.
V salonní hudbě až po rozhlasovou hudbu 20. století je suita všudypřítomná a to jako úryvek z hudebních scénických děl, nebo jako sled tanců či charakteristických úryvků (Charakterstück). Do této tradice zapadají i Suita pro varietní orchestr Dmitrije Šostakoviče nebo Mont Juic od Lennoxe Berkeleyho a Benjamina Brittena.
Suity jsou také velmi oblíbené u filmové hudby, kde představují i sestříhané nejlepší části soundtracku (jednotlivé skladby jsou často kombinovány pomocí tzv. crossfadingu, takže se z některých skladeb objevují pouze fragmenty). Velmi často se suita soundtraku nachází na konci CD nahrávky, jako takzvaná „End-Credits Suite“. Oblíbeným repertoárem koncertů pro orchestr jsou i suity filmové hudby - k dispozici jsou nejen originální orchestrace, ale i četný materiál pro amatérské orchestry se zjednodušenou/zeštíhlenou instrumentací (v těchto aranžmá často chybí problematické či drahé nástroje, např. kontrafagot a také aranžér často zjednodušuje obtížné části).

### Jazz
Příklady suit ve jazzu:
- Duke Ellington: Shakespearean Suite, 1957; Toot Suite, 1958; The Ellington Suites (inkl. Queens Suite), 1959.
- Oscar Peterson: Canadiana Suite, 1964.
- Keith Jarrett: The Survivors Suite, 1976/1977.

### Rock
Také v rockové hudbě, zejména v progresivním rocku, je možné suity nalézt:
- Deep Purple: April, 1968
- Pink Floyd: Atom Heart Mother, ze stejnojmenného alba, 1970; Echoes z alba Meddle, 1971
- Manfred Mann’s Earth Band: Father of Day, Father of Night z alba Solar Fire, 1973

## Orientální hudba
Suitové formy se vyvíjely i mimo Evropu, jako je Radif v íránské kulturní oblasti.